# Tandava

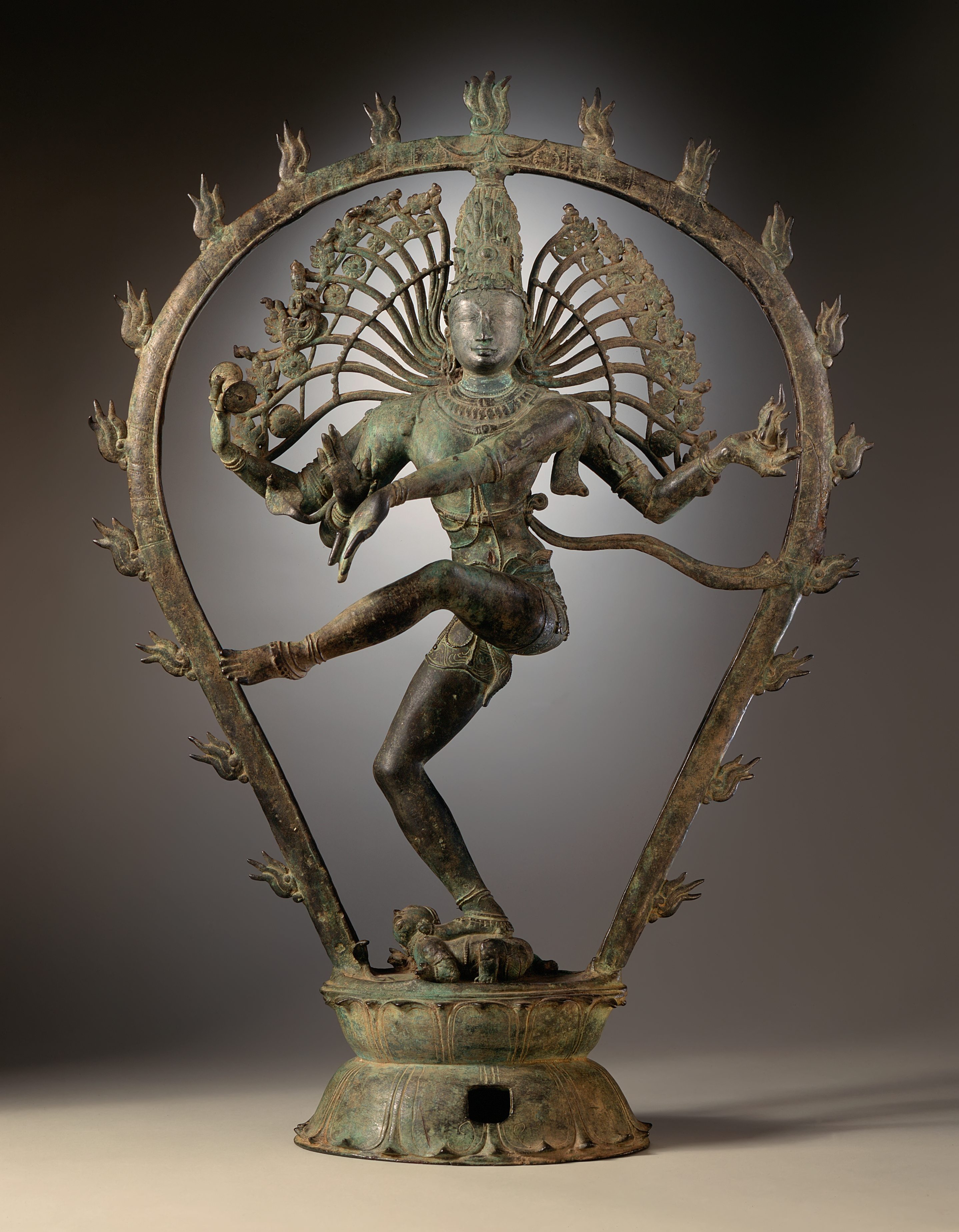
Nataraja van Tamil Nadu, India. Chola-dynastie, 950-1000

De tandava is de kosmische dans van de hindoegod Shiva, die daarom ook wel Nataraja genoemd wordt, wat Koning van de Dans betekent. Zijn kosmische dans symboliseert tegelijkertijd onder meer de schepping, bewaring en vernietiging. Hij staat met één voet op een dwerg, genaamd Apasmara, de personificatie van 'onwetend- en onkundigheid'. Daarnaast wordt deze dans van tijd en eeuwigheid geassocieerd met kalachakra, het 'Wiel der Tijd'.

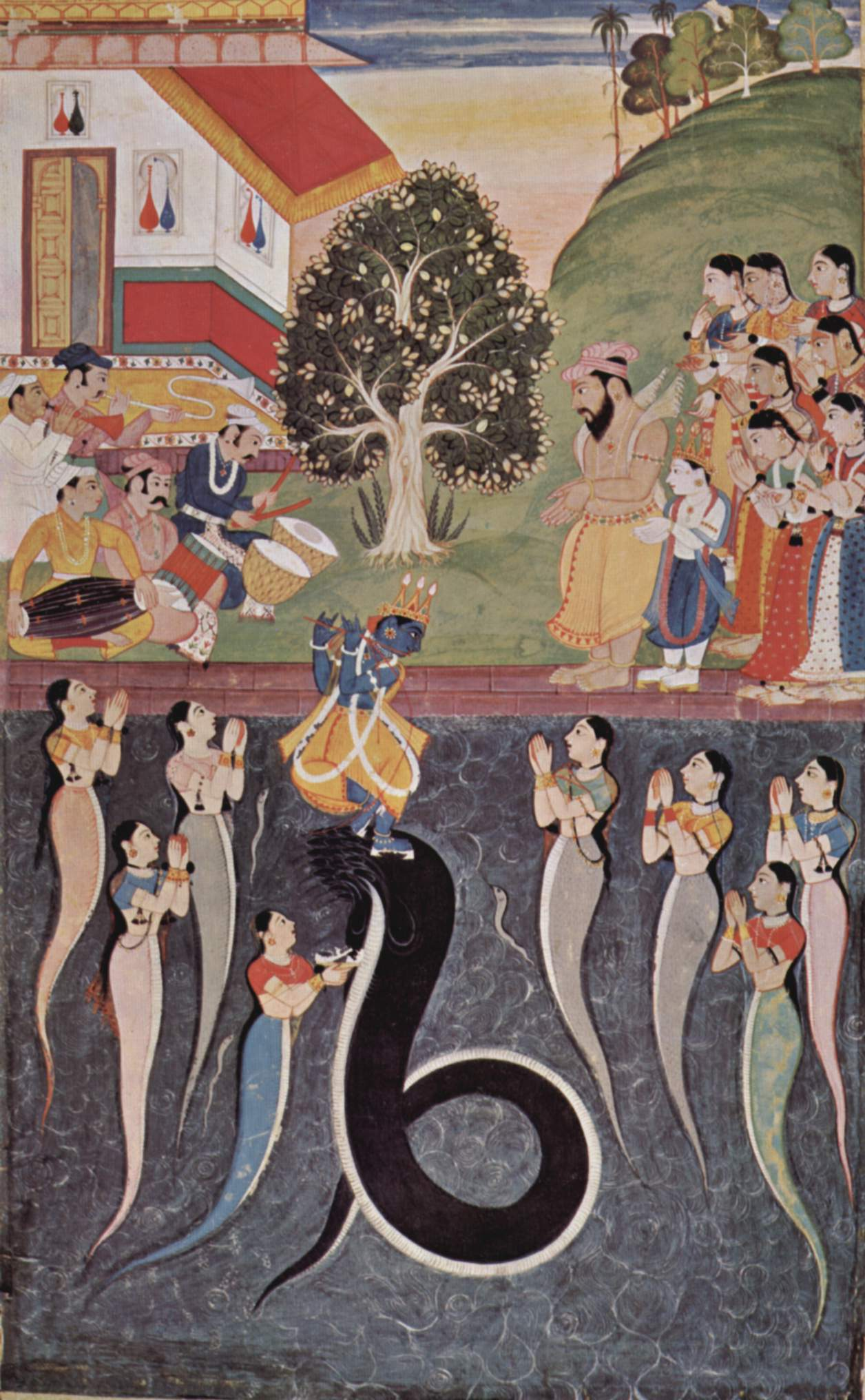
Krishna danst op de verslagen Kāliya, zijn vrouwen Nagini's vragen Krishna om genade. Uit een Bhagavata Purana-manuscript, ca. 1640.